# Discografie van Chef'Special
Hieronder volgt de discografie van de Nederlandse band Chef'Special, met name hun albums, hun nummers met een notering in een hitlijst en hun Top 2000-noteringen.

## Albums
| Album            | Verschijnen     | Label               | Hitlijsten | Hitlijsten | Opmerkingen                        |
| Album            | Verschijnen     | Label               | NL         | NL         | Opmerkingen                        |
| Album            | Verschijnen     | Label               | Piek       | Weken      | Opmerkingen                        |
| ---------------- | --------------- | ------------------- | ---------- | ---------- | ---------------------------------- |
| One for the Mrs. | 18 maart 2011   | Kaiser, Rough Trade | 25         | 33         | Studioalbum / Goud in Nederland    |
| Passing Through  | 7 februari 2014 | Caroline            | 1 (1 wk)   | 63         | Studioalbum / Platina in Nederland |
| Amigo            | 3 maart 2017    | Caroline, Kaiser    | 2          | 146        | Studioalbum / Platina in Nederland |
| Unfold           | 6 maart 2020    | Caroline, Kaiser    | 1 (1 wk)   | 23         | Studioalbum                        |
| New Gold         | 12 april 2024   | Caroline, Kaiser    |            |            | Studioalbum                        |

## Singles
| Lied                                    | Verschijnen       | Album                          | Hitlijsten | Hitlijsten | Hitlijsten  | Hitlijsten  | Hitlijsten   | Hitlijsten   | Opmerkingen                                           |
| Lied                                    | Verschijnen       | Album                          | BE (VL)    | BE (VL)    | NL (Top 40) | NL (Top 40) | NL (Top 100) | NL (Top 100) | Opmerkingen                                           |
| Lied                                    | Verschijnen       | Album                          | Piek       | Weken      | Piek        | Weken       | Piek         | Weken        | Opmerkingen                                           |
| --------------------------------------- | ----------------- | ------------------------------ | ---------- | ---------- | ----------- | ----------- | ------------ | ------------ | ----------------------------------------------------- |
| Birds                                   | 21 juli 2011      | One for the Mrs.               | —          | —          | tip2        | —           | 48           | 6            | Platina in Nederland                                  |
| Thank Life for...                       | 30 september 2011 | —                              | —          | —          | —           | —           | 89           | 1            | Voor Stichting Fight cancer                           |
| In Your Arms                            | 6 januari 2014    | Passing Through                | —          | —          | 20          | 28          | 17           | 55           | 3FM Megahit / Platina in Nederland                    |
| On Shoulders                            | 28 augustus 2014  | Passing Through                | tip81      | —          | tip1        | —           | —            | —            | NPO Radio 2 TopSong / Goud in Nederland               |
| Still Don't Know                        | 6 februari 2015   | Passing Through                | —          | —          | tip3        | —           | —            | —            | Goud in Nederland                                     |
| Amígo                                   | 12 augustus 2016  | Amigo                          | —          | —          | tip2        | —           | —            | —            | 3FM Megahit / Platina in Nederland                    |
| Try Again                               | 13 februari 2017  | Amigo                          | —          | —          | 18          | 14          | —            | —            | NPO Radio 2 TopSong / Goud in Nederland               |
| Because I Love You                      | 28 juli 2017      | Amigo                          | —          | —          | tip18       | —           | —            | —            | NPO Radio 2 TopSong                                   |
| Nicotine                                | 9 februari 2018   | Amigo                          | tip40      | —          | 19          | 14          | 46           | 16           | Alarmschijf / Platina in Nederland                    |
| Into the Future                         | 2 november 2018   | Amigo                          | —          | —          | 28          | 8           | —            | —            | Alarmschijf / NPO Radio 2 TopSong                     |
| Trouble                                 | 3 januari 2020    | Unfold                         | —          | —          | 32          | 6           | 49           | 16           | NPO Radio 2 TopSong / 3FM Megahit / Goud in Nederland |
| Maybe This Is Love                      | 6 maart 2020      | Unfold                         | —          | —          | tip4        | —           | —            | —            |                                                       |
| Kaleidoscope                            | 6 maart 2020      | Unfold                         | —          | —          | tip21       | —           | —            | —            |                                                       |
| Afraid of the Dark                      | 26 maart 2021     | —                              | tip        | —          | 2           | 21          | 12           | 44           | 3FM Megahit / Dubbelplatina in Nederland              |
| Down for Love (met La Pegatina)         | 17 september 2021 | Hacia Otra Parte (La Pegatina) | —          | —          | tip21       | —           | —            | —            | NPO Radio 2 TopSong                                   |
| Superman                                | 3 juni 2022       | —                              | —          | —          | tip5        | —           | —            | —            | 3FM Megahit                                           |
| You And I                               | 23 september 2022 | —                              | —          | —          | tip5        | —           | —            | —            |                                                       |
| Miracles                                | 10 augustus 2023  | New Gold                       | —          | —          | 25          | 22          | 64           | 10           | Alarmschijf / 3FM Megahit / 538 Favourite             |
| Speed of Light                          | 8 december 2023   | New Gold                       | —          | —          | 14          | 19          | 41           | 15           | 3FM Megahit                                           |
| Fly like Me                             | 5 april 2024      | New Gold                       | —          | —          | 26          | 8           | 77           | 7            | Alarmschijf / NPO Radio 2 TopSong                     |
| Larger than Life (met Armin van Buuren) | 31 mei 2024       | —                              | —          | —          | 11          | 19          | 36           | 14           | Alarmschijf / 538 Favourite / NPO Radio 2 TopSong     |
| C'est la Vie                            | 6 december 2024   | —                              | —          | —          | 16          | 17          | 53           | 6            | Alarmschijf / 538 Favourite / 3FM Megahit             |

## NPO Radio 2 Top 2000
| Nummers met noteringen in de NPO Radio 2 Top 2000 | '14 | '15  | '16  | '17  | '18  | '19  | '20  | '21  | '22  | '23  | '24  |
| ------------------------------------------------- | --- | ---- | ---- | ---- | ---- | ---- | ---- | ---- | ---- | ---- | ---- |
| Afraid of the Dark                                | ×   | ×    | ×    | ×    | ×    | ×    | ×    | 1395 | 669  | 894  | 1063 |
| Amígo                                             | ×   | ×    | -    | 493  | 506  | 664  | 562  | 434  | 517  | 576  | 634  |
| Birds                                             | -   | -    | -    | -    | 1925 | -    | -    | -    | -    | -    | -    |
| In Your Arms                                      | 396 | 187  | 234  | 206  | 328  | 404  | 379  | 334  | 394  | 494  | 473  |
| Nicotine                                          | ×   | ×    | ×    | ×    | 1079 | 1420 | 1523 | 1526 | 1798 | 1850 | -    |
| On Shoulders                                      | -   | 1382 | 1813 | -    | -    | -    | -    | -    | -    | -    | -    |
| Speed of Light                                    | ×   | ×    | ×    | ×    | ×    | ×    | ×    | ×    | ×    | -    | 1718 |
| Try Again                                         | ×   | ×    | ×    | 1454 | -    | -    | -    | -    | -    | -    | -    |

1. ↑  Een '-' betekent dat het nummer niet was genoteerd, een '×' betekent dat het nummer nog niet was uitgebracht en een vetgedrukt getal geeft de hoogste notering van een nummer aan.
2. ↑  2014 was het eerste jaar met een notering voor Chef'Special.